# Red tajnog nadzornika
Red tajnog nadzornika (engl. Order of the Secret Monitor) je dodatni red u slobodnom zidarstvu. Redom u Engleskoj i Walesu se upravlja iz Mark Masons' Hall-a u Londonu.

## Povijest
Poznato je da je prvi povijesni izor o ovom redu dolazi iz Nizozemske. Prvi put se spominje 1778. godine kao Red Jonatana i Davida (Order of Jonathan and David) u vezi s Redom Isusa Krista. Međutim, masonski stupanj kakav danas poznajemo nastao je u Sjedinjenim Državama oko 1850. godine pod različitim nazivima – "Bratska ljubav" (Brotherly Love), "Jonatan i David" i konačno "Tajni nadzornik" – kao dodatni stupanj kojeg dodjeljuje bilo koji slobodni zidar koji ga je i sam primio.
Briatansko-američki podijatar Isachar Zacharie ga je odnio u Ujedinjeno Kraljevstvo kad se vratio iz Amerike nakon Američkog građanskog rata 1875. godine. Pod Zachariejevim vodstvom osnovano je Veliko vijeće (Grand Council) 1887. godine, a ritual je proširen tako da uključuje dva dodatna stupnja, od kojih se jedan odnosio na mjesto svevišnji vladar konklave. Stupanj je dobio na popularnosti, međutim, na Zachariejevu žalost, Veliko vijeće za Savezne masonske stupnjeve ovlastilo je svoj američki organ da dodjeljuje njihovu inačicu stupnja. To je rezultiralo time da je Savezno Veliko vijeće osudilo Veliko vijeće Reda tajnog nadzornika i pokušalo preuzeti isključivu nadležnost nad stupnjem. Međutim, 1931. godine postignut je dogovor između dva reda prema kojem se stupanj Reda tajnog nadzornika prenosi iz Savezne skupine stupnjeva. Red je ponekad bio poznat pod nazivom Bratstvo Davida i Jonathana (Brotherhood of David and Jonathan).

## Organizacija
Red se sastaje u konklavama, a svaka ima svevišnjeg vladara (Supreme Ruler) na čelu. Postoje tri stupnja u redu koja se prakticiraju u Ujedinjenom Kraljevstvu:
- 1° – tajni nadzornik – na ceremoniji primanja se pokazuje legenda o Davidu i Jonatanu.
- 2° – princ – ceremonija prijema izvedena je iz Knjige o Samuelu u Starom zavjetu.
- 3° – ceremonija je postavljanja svevišnjeg vladara koja se obično održava jednom godišnje na instalacijskom sastanku.

### Članstvo
Svi majstori ispunjavaju uvjete za članstvo u ovom Redu, ali samo na poziv od strane postojećeg člana Reda.

## Rasprostranjenost
Konklave tajnog nadzornika djeluju na područjima nadležnosti sljedećih regularnih velikih loža temeljem potpisanih konkordata:
- Ujedinjena velika loža Engleske → Velika konklava Reda tajnog nadzornika ili Bratstvo Davida i Jonathana na Britanskom otočju i njihovih prekomorskih kotara i konklava[3]
  -  Velika loža Španjolske[4]
  -  Velika loža Škotske → Pokrajinska velika konklava istočne Škotske[5]
  -  Velika loža Irske
  -  Veliki orijent Nizozemske
- Nacionalna velika loža Francuske → Velika konklava Reda tajnog nadzornika ili Bratstvo Davida i Jonathana za Francusku[6]
- Velika loža Novog Zelanda → Velika konklava Reda tajnog nadzornika Novog Zelanda[7][8]
- Ujedinjena velika loža Novog Južnog Walesa i Teritorija australskog glavnog grada → Velika konklava Reda tajnog nadzornika Novog Južnog Walesa i Teritorija australskog glavnog grada[9]
- Velika loža Južne Australije i Sjevernog teritorija → Velika konklava Reda tajnog nadzornika južne Australije
- Ujedinjena velika loža Viktorije / Velika loža Tasmanije / Velika loža Zapadne Australije → Veliko vijeće Reda tajnog nadzornika za južnu Australiju[10][11]
- Ujedinjena velika loža Queenslanda → Veliko vijeće Reda tajnog nadzornika Sjeverne Australije i Papua Nove Gvineje[12]
- Regularne velike lože u SAD-u → Veliko vijeće za Savezne masonske stupnjeve Sjedinjenih Američkih Država[13]
- Regularne velike lože u Kanadi → Velika konklava Reda tajnog nadzornika ili Bratstvo Davida i Jonathana Kanade[14]

## Red grimizne vrpce
Drevni i masonski Red grimizne vrpce (engl. Ancient and Masonic Order of the Scarlet Cord) je jedno vrijeme bio unutarnji dodatni red, u kojemu su svi oni koji su uzeli drugi stupanj bili prihvatljivi za članstvo. Red se razvio u Ujedinjenom Kraljevstvu 1889. godine i postoji šest razina članstva. Prva tri razreda sastaju se u konzistoriju. Godine 2010. red je ponovno uspostavljen kao zasebni masonski red. Redom se upravlja iz Mark Masons' Hall-a u Londonu.